# 5682 (année hébraïque)
5682 (hébreu : ה'תרפ"ב , abbr. : תרפ"ב) est une année hébraïque qui a commencé à la veille au soir du 3 octobre 1921 et s'est finie le 22 septembre 1922. Cette année a compté 355 jours. Ce fut une année simple dans le cycle métonique, avec un seul mois de Adar. Ce fut la cinquième année depuis la dernière année de chemitta.

## Calendrier
Ce calendrier hébraïque de l'année 5682 donne les correspondances avec les dates du calendrier grégorien.
Le premier nombre dans chaque case correspond au jour du mois hébraïque. Les jours en couleurs sont des jours remarquables juifs .
| ◄◄ | 5682 | ►► |

## Naissances
- Angelica Rozeanu
- Aryeh Eliav

## Décès
- David Zvi Hoffmann
- Aharon David Gordon

5677 - 5678 - 5679 - 5680 - 5681 - 5682 - 5683 - 5684 - 5685 - 5686 - 5687